# Sergius Ier d'Amalfi
Sergius Ier (mort en 966) fut le second duc d'Amalfi et le premier issu de la famille du comte Muscus.
En 958, Sergius, patrice impérial et petit-fis du comte Sergius Muscus, assassine le premier duc d'Amalfi, Mastalus II et usurpe le trône. Afin d'établir une dynastie ducale comme celles qui régissaient le duché de Naples et celui de Gaëte, il associe immédiatement à sa fonction son fils  Manson Ier. À sa mort, Manson assure sa succession.
Outre Manson Ier Sergius Ier est le père de plusieurs autres fils  Jean, Adhémar, et Léon, ainsi que d'un quatrième fils nommé Adelferius, qui usurpera le pouvoir à  Amalfi en 984-986.

## Sources
1. ↑  Venance Grumel Traité d'études byzantines La Chronologie I « Préfets et ducs d'Amalfi » p. 422